# James Hamilton, V duca di Hamilton
James Douglas-Hamilton, V duca di Hamilton (5 gennaio 1703 – Bath, 2 marzo 1743), è stato un nobile scozzese.

## Biografia

### Infanzia ed educazione
James Hamilton era figlio di James Hamilton, IV duca di Hamilton, e di sua moglie, Elizabeth Gerard. Frequentò il Winchester College e concluse gli studi al Christ Church di Oxford.

### Duca di Hamilton

Stemma dei Duchi di Hamilton

Successe al padre nel titolo di duca di Hamilton nel 1712. Il 31 ottobre 1726 venne nominato cavaliere dell'Ordine del Cardo. Ricoprì la carica di Lord of the Bedchamber (1727-1733).

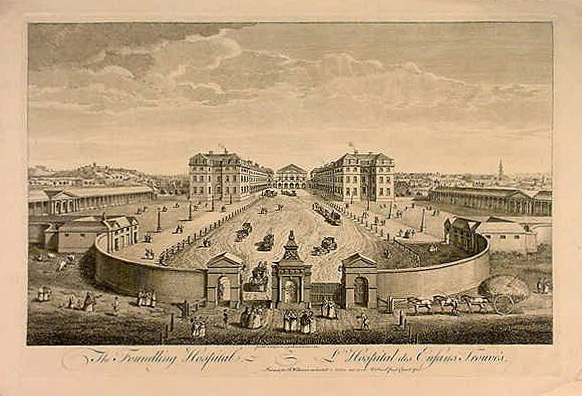
Il Foundling Hospital in una stampa dell'epoca

Il duca divenne particolarmente noto per essere stato uno dei fondatori del Foundling Hospital di Londra. Ottenne il grado di capitano generale nel 1724 al servizio della Società Reale degli Arcieri.

### Primo Matrimonio
Sposò, il 14 febbraio 1723, Lady Anne Cochrane, figlia di John Cochrane, IV conte di Dundonald.

### Secondo Matrimonio
Sposò, nel 1727, Elizabeth Strangways, figlia di Thomas Strangways.

### Terzo Matrimonio
Sposò, il 21 agosto 1737, Anne Spencer, figlia di Edward Spencer.

### Morte

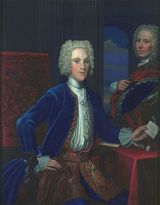
Il quinto Duca di Hamilton con il suo precettore
John Alexander, 1742

Morì il 2 marzo 1743, a 40 anni, a Bath, colpito da ittero e paralisi.

## Discendenza
Lord James, duca di Hamilton si sposò tre volte:
- Dal primo matrimonio con Lady Anne Cochrane nacque:
  - James Hamilton, VI duca di Hamilton (5 luglio 1724-17 gennaio 1758);
- Dal secondo matrimonio con Elizabeth Strangways non ebbe figli;
- Dal terzo matrimonio con Anne Spencer nacquero:
  - Lady Anne Hamilton (1738-11 novembre 1780), sposò Arthur Chichester, I marchese di Donegall, ebbero tre figli;
  - Archibald Hamilton, IX duca di Hamilton (15 luglio 1740-16 febbraio 1819);
  - Lord Spencer Hamilton (1742-20 marzo 1791).

## Ascendenza
|                                         |                                  |                                         | Genitori                                |  |  | Nonni |  |  | Bisnonni                               |  |  | Trisnonni                         |  |
|                                         |                                  |                                         |                                         |  |  |       |  |  | William Douglas, I marchese di Douglas |  |  | William Douglas, X conte di Angus |  |
|                                         |                                  |                                         |                                         |  |  |       |  |  | William Douglas, I marchese di Douglas |  |  | William Douglas, X conte di Angus |  |
|                                         |                                  | Elizabeth Oliphant                      |                                         |  |  |       |  |  | William Douglas, I marchese di Douglas |  |  |                                   |  |
| William Douglas, I conte di Selkirk     |                                  |                                         |                                         |  |  |       |  |  | William Douglas, I marchese di Douglas |  |  |                                   |  |
|                                         |                                  | lady Mary Gordon                        | George Gordon, I marchese di Huntly     |  |  |       |  |  |                                        |  |  |                                   |  |
|                                         |                                  | lady Mary Gordon                        | George Gordon, I marchese di Huntly     |  |  |       |  |  |                                        |  |  |                                   |  |
|                                         |                                  | lady Mary Gordon                        | lady Henrietta Stewart                  |  |  |       |  |  |                                        |  |  |                                   |  |
| James Hamilton, IV duca di Hamilton     |                                  | lady Mary Gordon                        |                                         |  |  |       |  |  |                                        |  |  |                                   |  |
|                                         |                                  | James Hamilton, I duca di Hamilton      | James Hamilton, II marchese di Hamilton |  |  |       |  |  |                                        |  |  |                                   |  |
|                                         |                                  | James Hamilton, I duca di Hamilton      | James Hamilton, II marchese di Hamilton |  |  |       |  |  |                                        |  |  |                                   |  |
|                                         |                                  | James Hamilton, I duca di Hamilton      | lady Ann Cunningham                     |  |  |       |  |  |                                        |  |  |                                   |  |
| Anne Hamilton, III duchessa di Hamilton |                                  | James Hamilton, I duca di Hamilton      |                                         |  |  |       |  |  |                                        |  |  |                                   |  |
|                                         |                                  | lady Margaret Feilding                  | William Feilding, I conte di Denbigh    |  |  |       |  |  |                                        |  |  |                                   |  |
|                                         |                                  | lady Margaret Feilding                  | William Feilding, I conte di Denbigh    |  |  |       |  |  |                                        |  |  |                                   |  |
|                                         |                                  | lady Margaret Feilding                  | lady Susan Villiers                     |  |  |       |  |  |                                        |  |  |                                   |  |
| James Hamilton, V duca di Hamilton      |                                  | lady Margaret Feilding                  |                                         |  |  |       |  |  |                                        |  |  |                                   |  |
|                                         | Charles Gerard, IV barone Gerard | Dutton Gerard, III barone Gerard        |                                         |  |  |       |  |  |                                        |  |  |                                   |  |
|                                         | Charles Gerard, IV barone Gerard | Dutton Gerard, III barone Gerard        |                                         |  |  |       |  |  |                                        |  |  |                                   |  |
|                                         | Charles Gerard, IV barone Gerard | lady Mary Fane                          |                                         |  |  |       |  |  |                                        |  |  |                                   |  |
| Digby Gerard, V barone Gerard           | Charles Gerard, IV barone Gerard |                                         |                                         |  |  |       |  |  |                                        |  |  |                                   |  |
|                                         |                                  | Jane Digby                              | George Digby                            |  |  |       |  |  |                                        |  |  |                                   |  |
|                                         |                                  | Jane Digby                              | George Digby                            |  |  |       |  |  |                                        |  |  |                                   |  |
|                                         |                                  | Jane Digby                              | Mary Chetwynd                           |  |  |       |  |  |                                        |  |  |                                   |  |
| hon. Elizabeth Gerard                   |                                  | Jane Digby                              |                                         |  |  |       |  |  |                                        |  |  |                                   |  |
|                                         |                                  | Charles Gerard, I conte di Macclesfield | sir Charles Gerard                      |  |  |       |  |  |                                        |  |  |                                   |  |
|                                         |                                  | Charles Gerard, I conte di Macclesfield | sir Charles Gerard                      |  |  |       |  |  |                                        |  |  |                                   |  |
|                                         |                                  | Charles Gerard, I conte di Macclesfield | Penelope Fitton                         |  |  |       |  |  |                                        |  |  |                                   |  |
| lady Elizabeth Gerard                   |                                  | Charles Gerard, I conte di Macclesfield |                                         |  |  |       |  |  |                                        |  |  |                                   |  |
|                                         |                                  | Jeanne de Civelle                       | Pierre de Civelle                       |  |  |       |  |  |                                        |  |  |                                   |  |
|                                         |                                  | Jeanne de Civelle                       | Pierre de Civelle                       |  |  |       |  |  |                                        |  |  |                                   |  |
|                                         |                                  | Jeanne de Civelle                       | …                                       |  |  |       |  |  |                                        |  |  |                                   |  |
|                                         |                                  | Jeanne de Civelle                       |                                         |  |  |       |  |  |                                        |  |  |                                   |  |

## Onorificenze
| Controllo di autorità | VIAF (EN) 78639221 · ISNI (EN) 0000 0000 5020 6083 · SBN MUSV029997 · LCCN (EN) nr92003811 |